# Zygmunt Gabert
Zygmunt Gabert (ur. 23 marca 1943 w Kownie) – działacz Solidarności Walczącej

## Życiorys
Zygmunt Gabert urodził się 23 marca 1943 roku w Kownie. Ojciec Józef Gabert inżynier budownictwa, matka Sabina Róża Gabert z domu Radecka-Mikulicz. Po wojnie w roku 1946 z rodzicami i starszym o dwa lata bratem Zbigniewem zostali przesiedleni z Kowna do Gdańska. Po roku pobytu w Gdańsku przeprowadzili się do Wałbrzycha gdzie w wieku 6 lat ukończył pierwszą klasę szkoły podstawowej. W roku 1949 przeprowadzili się do Opola i tam ukończył szkołę podstawową a następnie w r. 1961 II Liceum Ogólnokształcące im. Marii Konopnickiej w Opolu. Po szkole średniej pracował w Zakładzie Doskonalenia Rzemiosła w Opolu od 1961-09-11 do 1961-10-31 potem w Zakładach Naprawczych Taboru Kolejowego „Opole” w Opolu od 1961-10-16 do 1962-08-31
W 1962 roku wyjechał z Opola do Wrocławia na studia na Wydziale Elektroniki Politechniki Wrocławskiej. W 1966 roku od 1 maja podjął pracę w Telewizji Wrocław w dziale technicznym, pracował tam do 31 stycznia 1977 roku bo w styczniu został zwolniony za kolportowanie na terenie telewizji ulotek Komitetu Obrony Robotników. Od 1 marca 1977 do października tegoż roku pracował na Politechnice Wrocławskiej a potem od 3 listopada 1977 do 30 czerwca 1986 w Zakładach Naprawczych Sprzętu Medycznego. W międzyczasie w 1979 roku pojechał do Londynu, gdzie pracował w Polskim Ośrodku Społeczno-Kulturalnym. Dzięki nawiązanym tam kontaktom udało mu się przemycić sporo prasy głównie „Kultury Paryskiej”. Wysyłał ją do kraju w paczkach z używaną odzieżą.
W roku 1986 założył z Jacentym Lipińskim spółkę „EGAL S.J. Zygmunt Gabert, Jacenty Lipiński”, którą następnie przekształcili od 1 kwietnia 2002 w spółkę z ograniczoną odpowiedzialnością Egal Sp. z o.o., działała ona do 2004-01-31. Przedsiębiorstwo to było w stanie wojennym i później przystanią dla osób zwolnionych za działalność konspiracyjną. Pracował tu parę lat Jan Pawłowski, Leszek Kiejno i inni. Z tej przyczyny lokal Egalu był pod obserwacją SB.
Od stycznia 1980 roku rozpoczął działalność jako kolporter wydawnictw niezależnych, książek, Kultury Paryskiej oraz Biuletynu Dolnośląskiego wydawanego przez Kornela Morawieckiego. Jako członek solidarności wraz z grupą osób Krzysztof Tenerowicz, Piotr Załuski, Jarosław Szymkiewicz, Jacenty Lipiński.
W stanie wojennym już od 13 grudnia 1981 roku brał udział w zorganizowanej przez Tadeusza Świerczewskiego (Rusejko) grupie radiowców, której szefem był wspólnik Jacenty Lipiński (Jacek), należał do niej Jan Pawłowski (Jan), Krzysztof Tenerowicz (Korek). Wraz z Jacentym Lipińskim skonstruowali odbiornik podsłuchowy SB MO na bazie przywiezionej z wrocławskiej Akademii Medycznej przez Tadeusza Świerczewskiego radiostacji. W ten sposób Solidarność Walcząca miała podsłuch na cały Dolny Śląsk. Podsłuchy nagrywali częściowo w sposób automatyczny (magnetofon włączał się po pojawieniu się sygnału) na magnetofony szpulowe.
Uczestniczył również w nadaniu audycji przez grupę radiowców Solidarności Walczącej, w której był również Romuald Lazarowicz, w styczniu 1982 roku. Audycja ta nadana była alfabetem Morse'a w języku polskim i angielskim – poszła ona na cały świat. Po odebraniu tej audycji na Zachodzie przychodziły dla Solidarności Walczącej w formie darów do Kościoła Jezuitów elementy do budowy nadajników satelitarnych jak również i inne części elektroniczne do budowy nadajników radiowych.
Przerobili z Jacentym Lipińskim radio Julia przystosowując je do nasłuchu rozmów Służby Bezpieczeństwa. Po aresztowaniu w dniu 5 października 1982 roku Tadeusza Świerczewskiego dokonał z Janem Pawłowskim podmiany radia Julia na nieprzerobione, zdemontował z dachu antenę nadawczą wrzucając ją do komina.
Produkcją nadajników dla Kornela Morawickiego zajmowali się do 1986 roku – do czasu aresztowania Jacentego Lipińskiego. Wyprodukowane nadajniki przekazywali Kornelowi Morawieckiemu Solidarności Walczącej.
W dniu 1987-10-04 przeprowadzono w lokalu przedsiębiorstwa i u niego w domu we Wrocławiu przy ul. Powstańców Śląskich rewizję ale nic nie znaleziono (nie odkryto sejfu w sypialni za zasłoną). Aresztowano go wtedy na wielogodzinne przesłuchanie. Wypuszczono po 48 godzinach.
Potem jego działalność do roku 1989 ograniczała się do kolportażu pism Solidarności Walczącej oraz wydawnictw „Kultury Paryskiej”.

## Odznaczenia
1. W 2020 roku 13 lutego został odznaczony Krzyżem Wolności i Solidarności (Nr 45-2020-16)
2. W grudniu 2018 roku kapituła Dolnośląskiej Solidarności odznaczyła go medalem "NIEZŁOMNI"